# 森下敬一郎

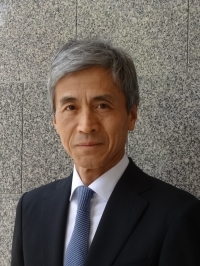
外務省より公表された公式肖像画像

森下 敬一郎（もりした けいいちろう、1959年9月5日 - ）は、日本の外交官。人事院公務員研修所副所長、コロンビア駐箚特命全権大使を経て、エクアドル駐箚特命全権大使。

## 人物・経歴
兵庫県出身。1984年東京大学教養学部卒業、外務省入省。外務省大臣官房監察査察室長や、外務省大臣官房文化交流部人物交流課長、内閣府国際平和協力本部事務局参事官、在ベルギー日本国大使館公使、在スペイン日本国大使館公使を経て、2015年人事院公務員研修所副所長。
外務省大臣官房付を経て、2017年からコロンビア駐箚特命全権大使を務め、2018 FIFAワールドカップのコロンビア対日本戦終了後に、コロンビア人男性が日本人女性に「私は売春婦です」などと発言させた動画をインターネット上にアップロードした「日本人女性侮辱問題」を受け、「この動画は本当に残念に思います」との声明を出した。2021年駐エクアドル特命全権大使。

## 同期
- 有吉勝秀（23年コスタリカ大使・20年エルサルバドル大使）
- 礒正人（22年クロアチア大使・18年デュッセルドルフ総領事）
- 伊藤康一（24年ギリシャ大使・20年ニュージーランド大使）
- 伊藤直樹（24年ベトナム大使・19年バングラデシュ大使・17年シカゴ総領事）
- 今村朗（23年セルビア大使・20年ジョージア大使・23年セルビア大使）
- 岩井文男（20年サウジアラビア大使・15年イラク大使）
- 大森茂（17年セネガル大使・15年法務省名古屋入国管理局長）
- 岡田隆（20年アフガニスタン大使）
- 岡庭健（24年アラブ首長国連邦大使・21年ケニア大使）
- 菊田豊（21年ネパール大使・18年ナイジェリア大使）
- 下川眞樹太（22年フランス、アンドラ大使・19年ベルギー大使・17年大臣官房長・16年国際文化交流審議官）
- 杉山明（24年ノルウェー大使・21年特命全権大使（国際テロ対策・組織犯罪対策協力担当）・18年スリランカ大使・17年儀典長・15年内閣審議官・13年山形県警察本部長）
- 鈴木哲（19年インド大使・17年総合外交政策局長・16年国際情報統括官）
- 竹若敬三（21年北極担当大使・19年ラオス大使）
- 千葉明（22年バチカン大使、19年ASEAN大使・16年ロサンゼルス総領事）
- 梨田和也（19年タイ大使・17年国際協力局長）
- 藤山美典（22年スイス兼リヒテンシュタイン大使）
- 藤原直（21年エディンバラ総領事）
- 正木靖（23年インドネシア大使・20年EU大使・17年欧州局長）
- 山上信吾（20年オーストラリア大使・18年経済局長・17年国際情報統括官）
- 山田洋一郎（22年モルドバ大使・20年立命館アジア太平洋大学アジア太平洋学部教授（出向）・17年シアトル総領事）
- 山野内勘二（22年カナダ大使・18年ニューヨーク総領事・16年経済局長）